# Palaborgognoni
Il palasport Borgognoni è situato a Campli lungo la strada provinciale 262, l'impianto è stato inaugurato nel 1998, allora con una capienza totale di 1600 posti, oggi dopo le modifiche normative può ospitare all'incirca 1000 spettatori, che lo rendono il 3º impianto sportivo coperto più capiente della Provincia di Teramo. 
Il campo da gioco ha il fondo in parquet, le dimensioni della struttura, la rendono fruibile per diversi sport oltre al basket.